# Белмонт (Массачусетс)
Белмонт — город в округе Мидлсекс, штат Массачусетс, пригород Бостона. Население 24 729 по переписи населения 2010 года.

## История
Основан 18 марта 1859 года.
Основной прирост населения произошел в 1920 году — около 90 %.

## География
Белмонт граничит с Кембриджем на востоке, Арлингтоном на севере, Лексингтоном на северо-западе, Уолфэмом на западе, и Уотертауном на юге.
В Белмонте находится частная школа для мальчиков «Белмонт Хилл» и Старшая школа (Belmont high school), где одно время проходила обучение супруга нынешнего наследного принца Японии Овада Масако

## Политика
Исполнительная власть правительства города состоит из трех человек — совета Выборщиков (Selectmen), которые избираются жителями. Выборщики назначают администратора города, который отвечает за повседневную работу.

## Известные жители
В городе родился Артур Бёрд — американский композитор.

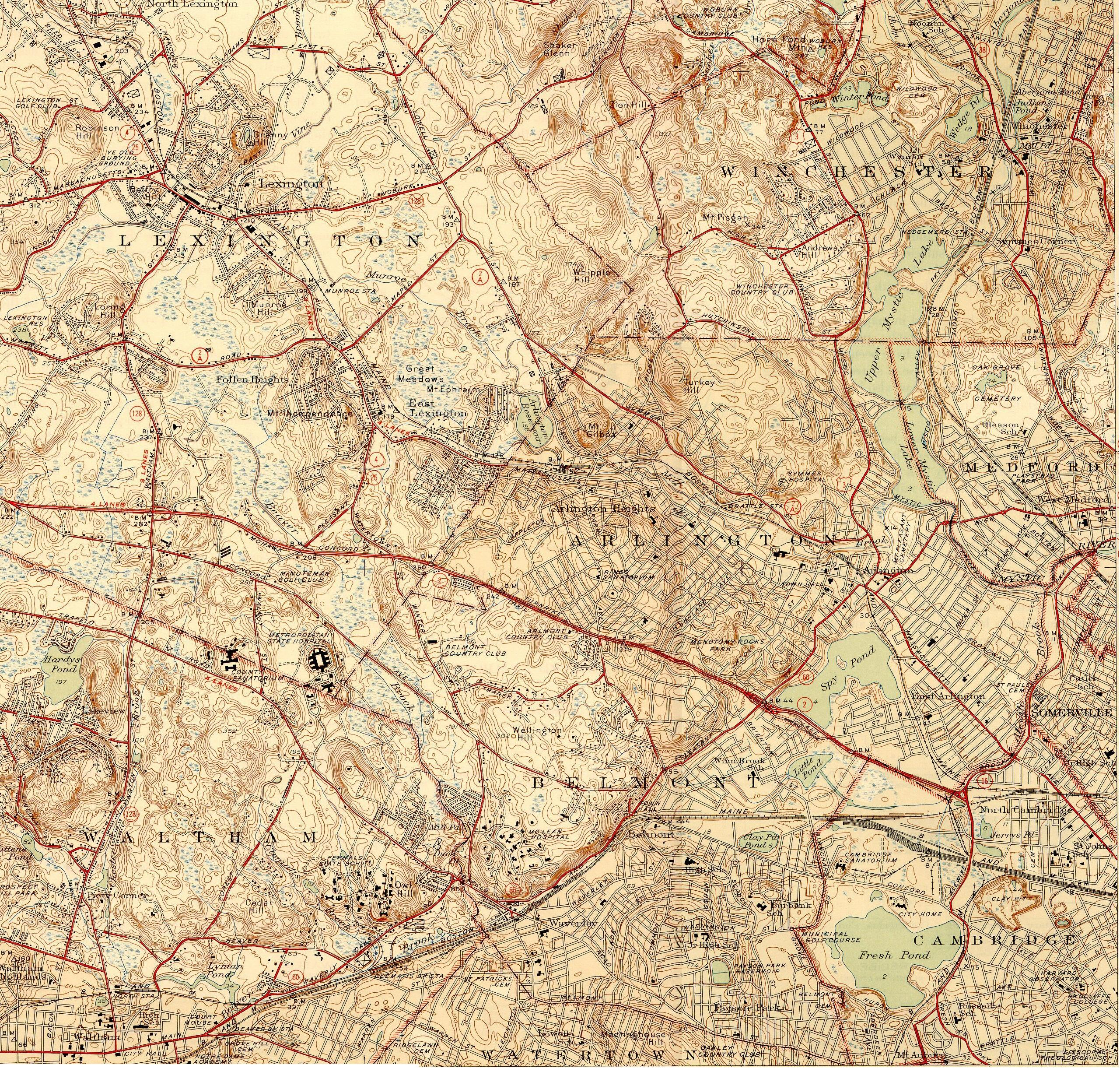
Карта города 1946 года
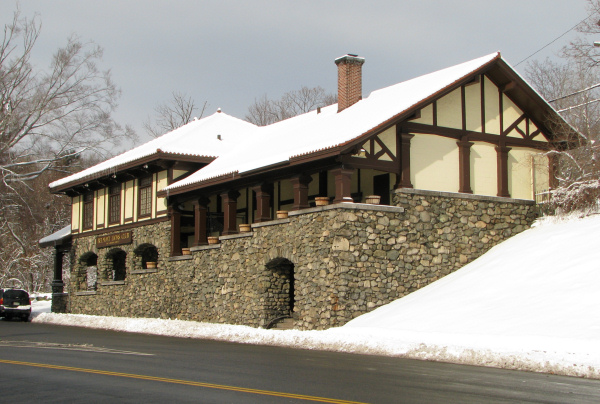
Железнодорожная станция
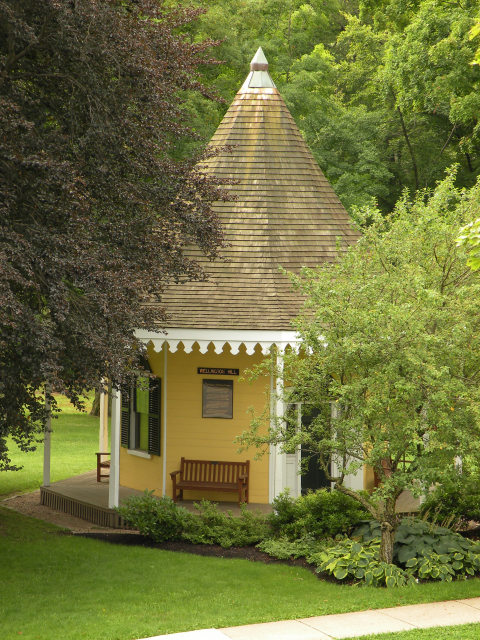
Остановка Wellington
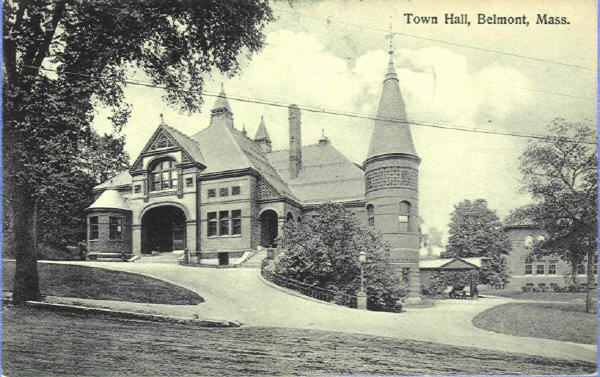
Городская ратуша, 1913 год
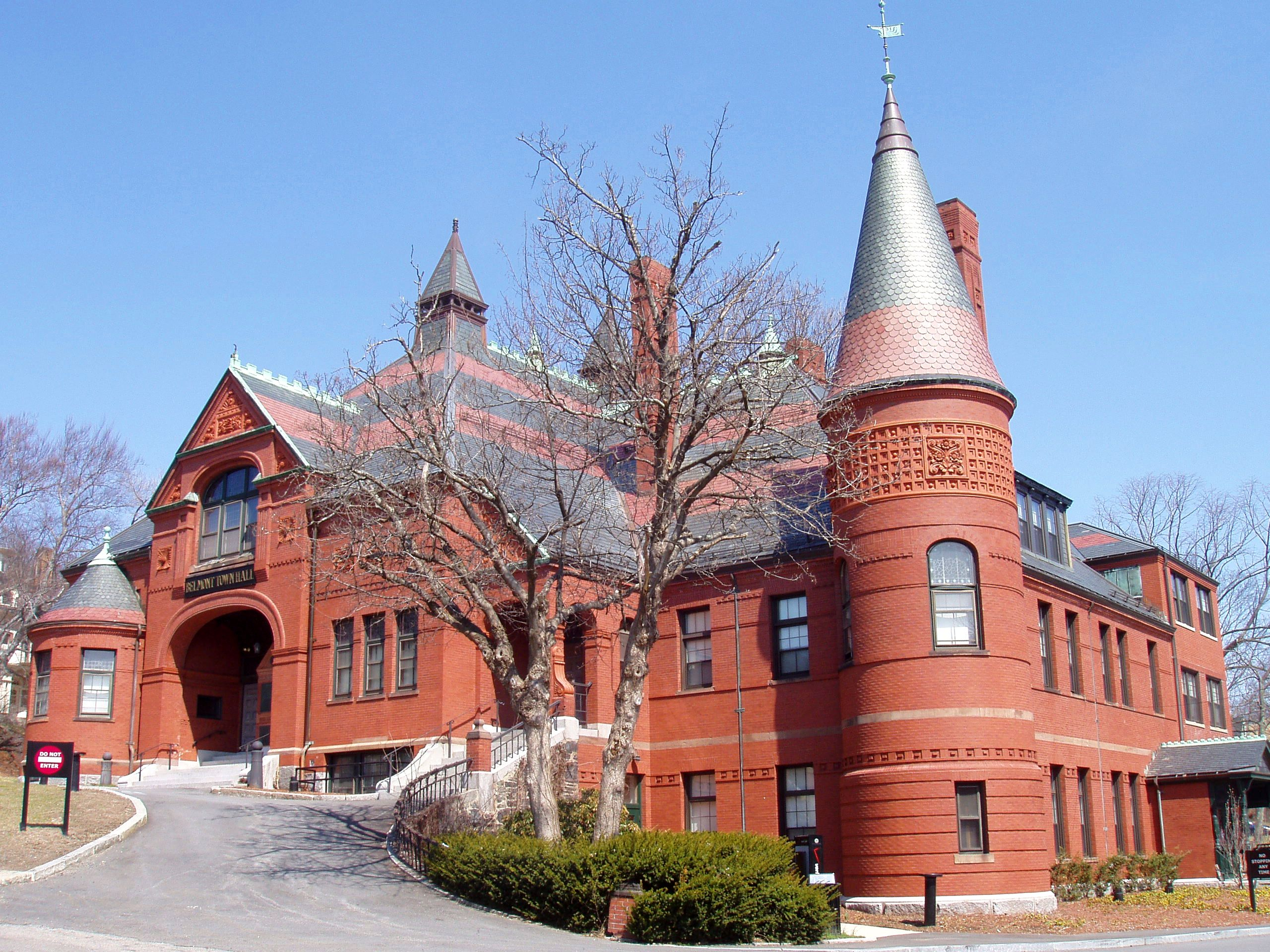
Городская ратуша — наше время